# Cambounet-sur-le-Sor
Cambounet-sur-le-Sor (okzitanisch: Cambonet de Sòr) ist eine französische Gemeinde mit 972 Einwohnern (Stand: 1. Januar 2022) im Département Tarn in der Region Okzitanien. Die Gemeinde gehört zum Arrondissement Castres und zum Kanton Le Pastel (bis 2015: Kanton Puylaurens). Die Einwohner werden Cambounetois genannt.

## Geografie

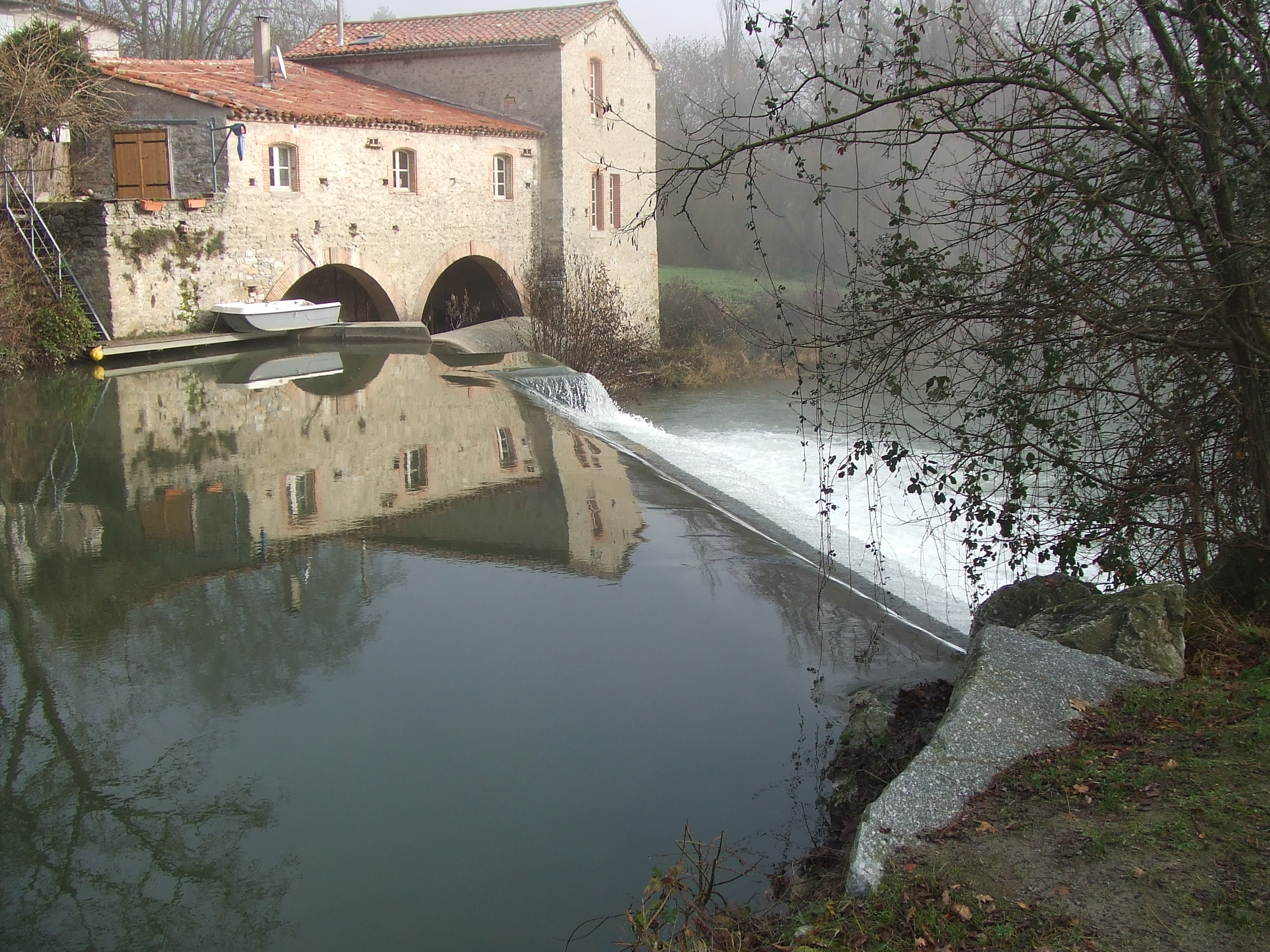
Der Sor bei Cambounet-sur-le-Sor

Cambounet-sur-le-Sor liegt etwa 42 Kilometer ostsüdöstlich von Toulouse und etwa zehn Kilometer westsüdwestlich von Castres. Der Sor begrenzt die Gemeinde im äußersten Osten. Umgeben wird Cambounet-sur-le-Sor von den Nachbargemeinden Sémalens im Norden, Saïx im Osten, Viviers-lès-Montagnes im Südosten, Soual im Süden sowie Saint-Germain-des-Prés im Westen.

## Bevölkerungsentwicklung
| Jahr                      | 1962 | 1968 | 1975 | 1982 | 1990 | 1999 | 2006 | 2013 |
| Einwohner                 | 341  | 348  | 357  | 475  | 571  | 638  | 771  | 870  |
| Quelle: Cassini und INSEE |      |      |      |      |      |      |      |      |

## Sehenswürdigkeiten
- Kirche
- Schloss La Serre aus dem 15. Jahrhundert